# Maple Creek
Maple Creek – miasto w Stanach Zjednoczonych, w stanie Wisconsin, w hrabstwie Outagamie.